# ستيفان زوبار
ستيفان زوبار (بالفرنسية: Stéphane Zubar)‏ هو لاعب كرة قدم فرنسي في مركز الدفاع، ولد في 9 أكتوبر 1986 في بوانت-آه-بيتر في فرنسا. شارك مع منتخب غوادلوب لكرة القدم. أما مع النوادي، فقد لعب مع بورت فايل وستاد ماليرب كان ونادي باو ونادي بروكسل ونادي بليموث أرجايل ونادي بورنموث ونادي بوري ونادي فاسلوي ونادي يورك سيتي.

## وصلات خارجية
- ستيفان زوبار على موقع قاعدة بيانات كرة القدم.إي يو (الإنجليزية)
- ستيفان زوبار على موقع ناشيونال فوتبول تيمز (الإنجليزية)
- ستيفان زوبار على موقع Soccerbase.com (لاعب) (الإنجليزية)
- ستيفان زوبار على موقع Soccerway.com (الإنجليزية)
- ستيفان زوبار على موقع AS.com (الإسبانية)